# Сьрудлесе (Підляське воєводство)
Сьрудлесе (пол. Śródlesie) — село в Польщі, у гміні Юхновець-Косьцельний Білостоцького повіту Підляського воєводства.
У 1975-1998 роках село належало до Білостоцького воєводства.